# Lackawaxen
Lackawaxen /od "Lechauwesink" u značenju "Where roads part, " ili the forks of the road; ili “swift waters”/, naziv za dva indijanska sela koja su pripadala Munsee Indijancima, šire skupine Delaware. Jedno od ovih sela prema Heckenwelderu, nalazilo se u okrugu Wayne a drugo u okrugu Northampton u Pennsylvaniji.

## Vanjske poveznice
- The History of Lackawaxen  Arhivirana inačica izvorne stranice od 14. svibnja 2008. (Wayback Machine)